# Rugby 7 na Igrzyskach Wspólnoty Narodów 2022
Turnieje rugby 7 na Igrzyskach Wspólnoty Narodów 2022 odbyły się na Coventry Arena w angielskim mieście Coventry w dniach od 29 do 31 lipca 2022. Rywalizowało w nich szesnaście drużyn męskich i osiem żeńskich.
Rugby siedmioosobowe w programie tych zawodów pojawiło się po raz siódmy, po raz drugi natomiast rozegrano turniej kobiet.
Złote medale zdobyli reprezentanci Południowej Afryki i Australijki, srebro zdobyły reprezentacje Fidżi, brązowe medale wywalczyły zaś drużyny z Nowej Zelandii.

## Podsumowanie

### Klasyfikacja medalowa
| Klasyfikacja medalowa | Klasyfikacja medalowa | Klasyfikacja medalowa | Klasyfikacja medalowa | Klasyfikacja medalowa | Klasyfikacja medalowa |
| Miejsce               | Reprezentacja         | Złoto                 | Srebro                | Brąz                  | Razem                 |
| --------------------- | --------------------- | --------------------- | --------------------- | --------------------- | --------------------- |
| 1                     | Południowa Afryka     | 1                     | 0                     | 0                     | 1                     |
| =                     | Australia             | 1                     | 0                     | 0                     | 1                     |
| 3                     | Fidżi                 | 0                     | 2                     | 0                     | 2                     |
| 4                     | Nowa Zelandia         | 0                     | 0                     | 2                     | 2                     |
| Razem                 | Razem                 | 2                     | 2                     | 2                     | 6                     |

### Medaliści
| Konkurencja | 1. miejsce        | 2. miejsce | 3. miejsce    |
| ----------- | ----------------- | ---------- | ------------- |
| Mężczyźni   | Południowa Afryka | Fidżi      | Nowa Zelandia |
| Kobiety     | Australia         | Fidżi      | Nowa Zelandia |

## Informacje ogólne

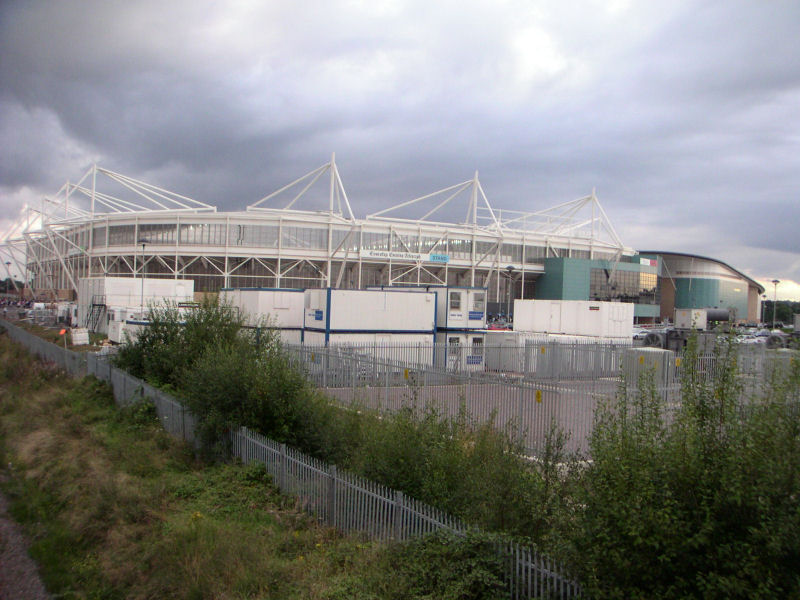
Arena zawodów

Na początku marca 2021 roku ogłoszono schemat kwalifikacji, zgodnie z którym uczestnicy zawodów – szesnaście drużyn męskich i osiem żeńskich – zostali wyłonieni przez World Rugby w światowych cyklach oraz regionalnych turniejach.
Ramowy harmonogram rozegrania zawodów zaprezentowano w połowie października 2020 roku, bardziej szczegółowy, obejmujący konkretne godziny poszczególnych sesji, pod koniec lutego 2022 roku. Losowanie grup odbyło się na początku lipca 2022 roku z rozstawieniem zespołów według wyników osiągniętych w światowym cyklu i zawodach regionalnych, zaś harmonogram gier opublikowano dwa tygodnie później. W zawodach kobiet osiem uczestniczących reprezentacji rywalizowało systemem kołowym w ramach dwóch czterozespołowych grup, a czołowe dwójki z obu grup awansowały do półfinałów. System rozgrywek mężczyzn powrócił do używanego w edycji 2014. W pierwszej fazie rywalizacja odbywała się w czterech czterozespołowych grupach systemem kołowym, dwie najlepsze drużyny z każdej grupy rywalizowały o medale, natomiast pozostała ósemka o Bowl; zespoły, które odpadły w ćwierćfinałach, walczyły zaś o odpowiednio Plate i Shield.
Oficjalną turniejową piłką była Quantum Sevens, przygotowana przez firmę Gilbert.
Według początkowych planów mecze miały być rozgrywane na stadionie Villa Park, jednak z uwagi na potencjalne szybsze niż zwykle rozpoczęcie sezonu Premier League (2022/2023) przeniesiono je na Coventry Arena. Ceny biletów kształtowały się na poziomie od 8 GBP dla dzieci i 22 GBP dla dorosłych, ze specjalną zniżką dla dorosłych na piątkowe spotkania. Wejściówki na specjalną strefę tylko dla dorosłych wyceniono na 35 GBP.

## Uczestnicy i kwalifikacje
W zawodach wzięło udział szesnaście drużyn męskich i osiem żeńskich, wyłonionych we wcześniejszych kwalifikacjach.
| Mężczyźni                                                                        | Mężczyźni | Mężczyźni                         |                              | Kobiety                         | Kobiety | Kobiety                        |
| Reprezentacja                                                                    | Miejsca   | Podstawa kwalifikacji             | Podstawa kwalifikacji        | Podstawa kwalifikacji           | Miejsca | Reprezentacja                  |
| -------------------------------------------------------------------------------- | --------- | --------------------------------- | ---------------------------- | ------------------------------- | ------- | ------------------------------ |
| Anglia                                                                           | 1         | gospodarz                         | gospodarz                    | gospodarz                       | 1       | Anglia                         |
| Nowa Zelandia Fidżi Południowa Afryka Australia Samoa Kanada Szkocja Kenia Walia | 9         | WRSS (2018/2019) WRSS (2019/2020) | sezony 2018/2019 i 2019/2020 | WSS (2018/2019) WSS (2019/2020) | 3       | Nowa Zelandia Kanada Australia |
| Tonga                                                                            | 1         | Mistrzostwa Oceanii 2019          | 7–9 listopada 2019           | Mistrzostwa Oceanii 2019        | 1       | Fidżi                          |
|                                                                                  |           |                                   | 5–26 czerwca 2021            | Mistrzostwa Europy 2021         | 1       | Szkocja                        |
| Sri Lanka Malezja                                                                | 2         | Mistrzostwa Azji 2021             | 19–20 listopada 2021         | Mistrzostwa Azji 2021           | 1       | Sri Lanka                      |
| Jamajka                                                                          | 1         | RAN Sevens 2022                   | 23–24 kwietnia 2022          |                                 |         |                                |
| Uganda Zambia                                                                    | 2         | Mistrzostwa Afryki 2022           | 23–24 kwietnia 2022          |                                 |         |                                |
|                                                                                  |           |                                   | 29–30 kwietnia 2022          | Mistrzostwa Afryki 2022         | 1       | Południowa Afryka              |
|                                                                                  | 16        | Razem                             | Razem                        | Razem                           | 8       |                                |

## Zawody
Do sędziowania zawodów zostało wyznaczonych ośmiu mężczyzn i sześć kobiet.

### Turniej mężczyzn
| Grupa A       | Grupa B           | Grupa C | Grupa D   |
| ------------- | ----------------- | ------- | --------- |
| Nowa Zelandia | Południowa Afryka | Fidżi   | Australia |
| Samoa         | Szkocja           | Kanada  | Kenia     |
| Anglia        | Tonga             | Walia   | Uganda    |
| Sri Lanka     | Malezja           | Zambia  | Jamajka   |

|  |                   |                   |                   |                   |    |       |       |       |
|  | Półfinały         | Półfinały         | Półfinały         |                   |    | Finał | Finał | Finał |
|  | Półfinały         | Półfinały         | Półfinały         |                   |    | Finał | Finał | Finał |
|  | 31 lipca 2022     |                   |                   |                   |    |       |       |       |
|  |                   |                   |                   |                   |    |       |       |       |
|  | Nowa Zelandia     | Nowa Zelandia     | 14                |                   |    |       |       |       |
|  | Nowa Zelandia     | Nowa Zelandia     | 14                | 31 lipca 2022     |    |       |       |       |
|  | Fidżi             | Fidżi             | 19                |                   |    |       |       |       |
|  | Fidżi             | Fidżi             | 19                |                   |    | Fidżi | Fidżi | 7     |
|  | 31 lipca 2022     |                   |                   |                   |    | Fidżi | Fidżi | 7     |
|  |                   |                   | Południowa Afryka | Południowa Afryka | 31 |       |       |       |
|  | Australia         | Australia         | Południowa Afryka | Południowa Afryka | 31 | 12    |       |       |
|  | Australia         | Australia         |                   |                   |    |       |       |       |
|  | Południowa Afryka | Południowa Afryka | 24                |                   |    |       |       |       |
|  | Południowa Afryka | Południowa Afryka | 24                | Mecz o 3. miejsce |    |       |       |       |
|  |                   |                   |                   |                   |    |       |       |       |
|  | 31 lipca 2022     |                   |                   |                   |    |       |       |       |
|  |                   |                   |                   |                   |    |       |       |       |
|  | Nowa Zelandia     | Nowa Zelandia     | 26                |                   |    |       |       |       |
|  | Nowa Zelandia     | Nowa Zelandia     | 26                |                   |    |       |       |       |
|  | Australia         | Australia         | 12                |                   |    |       |       |       |
|  | Australia         | Australia         | 12                |                   |    |       |       |       |

### Turniej kobiet
| Grupa A       | Grupa B           |
| ------------- | ----------------- |
| Nowa Zelandia | Fidżi             |
| Kanada        | Australia         |
| Anglia        | Szkocja           |
| Sri Lanka     | Południowa Afryka |

|  |               |               |           |                   |    |           |           |       |
|  | Półfinały     | Półfinały     | Półfinały |                   |    | Finał     | Finał     | Finał |
|  | Półfinały     | Półfinały     | Półfinały |                   |    | Finał     | Finał     | Finał |
|  | 30 lipca 2022 |               |           |                   |    |           |           |       |
|  |               |               |           |                   |    |           |           |       |
|  | Nowa Zelandia | Nowa Zelandia | 12        |                   |    |           |           |       |
|  | Nowa Zelandia | Nowa Zelandia | 12        | 31 lipca 2022     |    |           |           |       |
|  | Australia     | Australia     | 17        |                   |    |           |           |       |
|  | Australia     | Australia     | 17        |                   |    | Australia | Australia | 22    |
|  | 30 lipca 2022 |               |           |                   |    | Australia | Australia | 22    |
|  |               |               | Fidżi     | Fidżi             | 12 |           |           |       |
|  | Fidżi         | Fidżi         | Fidżi     | Fidżi             | 12 | 24        |           |       |
|  | Fidżi         | Fidżi         |           |                   |    |           |           |       |
|  | Kanada        | Kanada        | 7         |                   |    |           |           |       |
|  | Kanada        | Kanada        | 7         | Mecz o 3. miejsce |    |           |           |       |
|  |               |               |           |                   |    |           |           |       |
|  | 31 lipca 2022 |               |           |                   |    |           |           |       |
|  |               |               |           |                   |    |           |           |       |
|  | Nowa Zelandia | Nowa Zelandia | 19        |                   |    |           |           |       |
|  | Nowa Zelandia | Nowa Zelandia | 19        |                   |    |           |           |       |
|  | Kanada        | Kanada        | 12        |                   |    |           |           |       |
|  | Kanada        | Kanada        | 12        |                   |    |           |           |       |